# Chole bhature
Il chole bhature ((HI)  छोले भटूरे) è un piatto della regione del Punjab, tra India e Pakistan. Chole bhature è tra i primi dieci cibi di strada dell'India e popolare tra i turisti.

## Preparazione
Il chole bhature è l'unione del chana masala, ovvero curry di ceci, e un tipico pane fritto chiamato bhatura a base di farina maida Nel Punjub il chole bhature viene servito per colazione, assieme a cipolle e sottaceti indiani, accompagnato con il lassi, una bevanda locale. Viene comunemente consumato anche nel nord dell'India, accompagnato al chole, piatto a base di ceci, e pollo al burro, dove viene consumato come snack in strada o come antipasto.

## Varianti
Le varianti del piatto sono molteplici, nei supermercati indiani si possono trovare infatti l'aloo bhatura, dove al chana masala vengono sostituite le patate, o il paneer bhatura, ovvero bhatura farcita con paneer, latticino simile in consistenza ed aspetto al tofu cinese. Nel nord dell'India è diffuso anche il chole kulcha, dove a variare è il tipo di pane, preferendo il pane kulcha.
Dato l'aspetto comune della bhatura con un altro tipo di pane, il Puri, il piatto viene spesso chiamato anche chola puri.